# Diecezja hajdarabadzka
 Diecezja hajdarabadzka – rzymskokatolicka diecezja w Pakistanie. Biskupstwo jest sufraganią archidiecezji Karaczi.

## Historia
Powstała w 1958 z obszaru archidiecezji Karaczi.

## Biskupi
- James Cornelius van Miltenburg OFM † (1958–1966)
- Bonaventure Patrick Paul OFM † (1967–1990)
- Joseph Coutts (1990–1998)
- Max John Rodrigues (2000–2014)
- Samson Shukardin (od 2014)